# Marc Abélès
 (décembre 2011).
Si vous disposez d'ouvrages ou d'articles de référence ou si vous connaissez des sites web de qualité traitant du thème abordé ici, merci de compléter l'article en donnant les références utiles à sa vérifiabilité et en les liant à la section « Notes et références ».
Marc Abélès est un anthropologue et ethnologue français né en 1950 .
Ses recherches portent principalement sur la politique et les institutions.

## Biographie
Normalien, après avoir soutenu en 1976 sa thèse sous la direction de Claude Lévi-Strauss , il est entré au Centre national de la recherche scientifique (CNRS) et a été membre du Laboratoire d’anthropologie sociale de 1979 à 1995. Marc Abélès est directeur de recherche au CNRS et directeur d'études à l'École des hautes études en sciences sociales (EHESS), chaire Anthropologie des institutions. Il a créé en 1995 le Laboratoire d'anthropologie des institutions et des organisations sociales) (LAIOS) qu’il a dirigé jusqu’en 2010. Il a dirigé l’Institut interdisciplinaire d'anthropologie du contemporain (IIAC), unité mixte de recherche CNRS, EHESS entre 2010 et 2012. Il a ensuite dirigé le Centre franco-argentin des Hautes Études de l'université de Buenos Aires (2012-2013).

## Le lieu du politique
Les premiers travaux de Marc Abélès en anthropologie politique ont porté sur une société d’Éthiopie méridionale, Ochollo. En observant les pratiques d'assemblée il montre comment se construit spatialement et symboliquement ce qu’il désigne comme le lieu du politique. En témoigne, du point de vue spatial, le soin mis à délimiter des espaces publics, à en réaliser un véritable marquage. Par ailleurs, l'assemblée ne devient véritablement corps politique qu'en référence à un travail symbolique bien précis. Par lieu du politique, il faut entendre non seulement la matérialité des espaces où se déploient le pouvoir mais aussi la place qui est assignée au politique, à ses expressions, ses pratiques et ses conflits par une société donnée. L’exploration des lieux du politique est le fil conducteur des recherches menées par la suite sur des terrains très différents.

## Anthropologie de l’État, représentation, imbrication
En liaison avec ses recherches de terrain, Marc Abélès a développé une réflexion théorique sur l'approche anthropologique des pratiques politiques. Dans son ouvrage Anthropologie de l'État, il s’attache à montrer le caractère opératoire des concepts et des modes d'analyse appliqués par les ethnologues à des univers différents, pour comprendre le politique dans nos sociétés[Quoi ?]. La question de la représentation politique et de la construction des légitimités est au cœur de cette problématique. La représentation n'est pas une dimension subalterne ou dérivée de l'action politique. À l'inverse, elle en constitue une condition fondamentale, commune à l'ensemble des sociétés humaines. Dans quelles conditions la société se représente-t-elle, quelle place matérielle et symbolique assigne-t-elle à ceux qu’elle désigne comme ses porte-parole ? Inversement comment ceux-ci exercent-ils leurs prérogatives, quelles représentations se font-ils de leur position ? 
L'anthropologie met en relief l'imbrication entre le domaine du politique et les autres déterminations. Pour appréhender cet ancrage du politique dans le corps social, l'investigation a porté principalement sur trois domaines : les espaces politiques et l'approche territorialisée des relations de pouvoir, l'analyse des réseaux où s'engendre la représentativité politique, l'intrication entre pouvoir et légitimité dans les rituels et les symboliques propres à l'État moderne. Ces questions sont au cœur des enquêtes de Marc Abélès sur la vie politique en Bourgogne (Jours tranquilles en 89, 1989), sur les rituels de François Mitterrand (Anthropologie de l’État, 1990), sur l’Assemblée nationale française, sur les avatars de la représentation politique (L’Échec en politique, 2005) et sur le Parlement européen.

## Le global-politique et la politique de la survie
Plus récemment Marc Abélès a mis en évidence la nécessité de développer une anthropologie prenant en compte les mutations des sociétés contemporaines, et dont il trace les principales orientations dans son ouvrage Anthropologie de la globalisation (2008).  
D’un point de vue théorique, Marc Abélès met au jour « la montée en puissance d’une représentation qui met les préoccupations du vivre et du survivre au cœur de l’agir politique », et rejette au second plan la question de la convivance (l’être ensemble) qui avait jusqu’alors polarisé théories et programmes politiques. La mise en œuvre d’une « politique de la survie » est devenue un impératif dans des domaines aussi divers que l’environnement, l’économie, la sécurité et elle s’opère à une échelle plus large que celle de l’État-nation. C’est ainsi qu’on voit se renforcer la dimension du global-politique qui « ne peut pas être circonscrit en termes de rapport de forces ni pensé comme une forme supra-étatique, mais comme un inducteur de normes, de concepts transversaux, de paramètres de discussion, de termes de négociation qui se diffusent dans les pores des sociétés et infusent les esprits qui les gouvernent ». Pour analyser le global-politique, Marc Abélès a ouvert de nouveaux terrains de recherche, notamment sur les nouveaux pouvoirs et contre-pouvoirs dans le contexte de la mondialisation. Ses investigations ont porté sur la Silicon Valley, où il s’est intéressé aux créateurs de start-up et adeptes de la philanthropie. Dans le prolongement des travaux qu’il avait consacrés à des organisations transnationales gouvernementales comme la Commission Européenne et non gouvernementales comme l’ONG Oxfam, il a conçu et dirigé un programme de recherche sur l’Organisation mondiale du commerce. Parallèlement, à travers l’ethnographie d’un lieu d’art chinois, le 798 à Pékin, il analyse l’entrecroisement entre global et local, les jeux d’échelle auxquels se livrent les protagonistes d’un marché de l’art en pleine expansion. Plus récemment il a proposé une réflexion critique sur le concept d’État qui fait écho à ses recherches sur le global-politique.

## Publications
- Anthropologie et marxisme, Bruxelles, Éditions Complexe ; Paris, Presses universitaires de France, 1976.
- avec Charles-Albert Ryng, L'Europe de l'Atlantique à l'Oural : entretiens avec Manuel Azcárate et Fernando Claudín, Paris, Éditions F. Maspero, 1979.
- Le Lieu du politique, Paris, Société d'ethnographie, 1983.
- avec Chantal Collard (dir.), Âge, pouvoir et société en Afrique noire, Montréal, Presses de l'Université de Montréal ; Paris, Karthala, 1985.
- Jours tranquilles en 89 : ethnologie politique d'un département français, Paris, Éditions Odile Jacob, 1988.
- Anthropologie de l'État, Paris, Armand Colin, 1990 ; nouvelle éd. Payot, « Petite bibliothèque Payot », 2005. (ISBN 2-228-89936-4)
- La Vie quotidienne au Parlement européen, Paris, Hachette, 1992.
- (dir.), Le Défi écologiste, Paris, Éditions l'Harmattan, « Environnement », 1993. (ISBN 2-7384-1820-1)
- En attente d'Europe : débat avec Jean-Louis Bourlanges, Paris, Hachette, « Questions de politique », 1996. (ISBN 2-01-235176-X)
- avec Henri-Pierre Jeudy (dir.), Anthropologie du politique, Paris, Armand Colin, « U. Sociologie », 1997. (ISBN 2-200-01508-9)
- Du public au marchand : antinomie ou compatibilité, Boulogne-Billancourt, Mission de la recherche de La Poste, 1998.
- Un ethnologue à l'Assemblée, Paris, Éditions Odile Jacob, 2000 (ISBN 2-7381-0756-7)
- Les Nouveaux Riches : un ethnologue dans la Silicon Valley, Paris, Éditions Odile Jacob, 2002. (ISBN 2-7381-1121-1)
- L'Échec en politique, Belval, Éditions Circé, « L'art de ne pas » , 2005. (ISBN 2-84242-177-9)
- Le Spectacle du pouvoir, Paris, l'Herne, « Carnets de l'Herne », 2007. (ISBN 978-2-85197-443-3)
- Politique de la survie, Paris, Flammarion, 2006. (ISBN 2-08-210500-8)
- Anthropologie de la globalisation, Paris, Payot, 2008. (ISBN 978-2-228-90264-9)
- Pékin 798. Paris, Éditions Stock, 2011. (ISBN 9782234064812)
- Des anthropologues à l'OMC. Paris, CNRS Éditions, 2011. (ISBN 978-2-271-07226-9)
- Penser au-delà de l'État, Paris, Belin éditeur, 2014.  (ISBN 9782701183831)
- Un ethnologue au pays du luxe, Paris, Éditions Odile Jacob, 2018. (ISBN 978-2-7381-4391-4)
- Mann, Adorno, Schönberg, pactiser avec le diable, EXCES, 2019  (ISBN 978-2955736838)
- Carnets d'un anthropologue: De Mai 68 aux Gilets jaunes, Paris, Editions Odile Jacob, 2020.  (ISBN 978-2-7381-4955-8)